# Venetianskan
Venetianskan és un telefilm suec dirigit per Ingmar Bergman, difós el 1958. Es basa en l'obra italiana del segle XVI La Venexiana escrita per un dramaturg anònim.

## Repartiment
- Maud Hansson: Nena[2]
- Sture Lagerwall: Bernardo
- Gunnel Lindblom: Valeria
- Helena Reuterblad: Oria
- Eva Stiberg: Angela
- Folke Sundquist: Julio